# الدراعة
الدراعة هي الزي التقليدي للرجال عند البيظان، وهي عبارة عن ثوب فضفاض له فتحتان واسعتان على الجنبين خيط من أسفل طرفيه وله جيب على الصدر. الدراعة زي إفريقي في الأصل انتشر في موريتانيا حوالي النصف الثاني من القرن الثامن عشر الميلادي وكانت الدراعة في أول أمرها تخاط من كميها دون أن يكون لها جيب وتسمى الملكية ثم طورت على يد الولاتيين الذين استحدثوا لها جيبا وطرزوها، وكانت خمسة عشر ذراعا أي سبعة أمتار ونصف، ثم عرفت الدراعة بعد ذلك تطورا على مستوى الخنط “الشكة أو لمظلع” فكانت بيضاء أو مصبوغة بالأزرق الفاتح أو الداكن أو الأبيض المنضوخ بالازرق.

## عنها
يطلق مسمى الدراعة على تلك العباءة الفضفاضة المصنوعة من القطن التي تتميز بفتحتين في الجنبين، وجيب على الصدر مخاطا بحنكة يجعل الناظر إليه يهوى لبسه مهما كان ثمنه، ليعكس بذلك فنية الخياط الموريتاني، وتصنف الدراعة من ضمن ملابس تقليدية موريتانية.

## تاريخ الدراعة الموريتانية
الدراعة زي إفريقي في الأصل عرفته موريتانيا في النصف الأول من القرن الثامن عشر بالتحديد في عام 1743 ميلادية، حيث أطلق عليه عام الدراريع وفي تلك الفترة كانت الدراعة تخاط من كميها طولا بدون أن يفصل لها جيب وكانت يطلق عليها مسمى «ملكية»، بعد ذلك انتشرت في ربوع المشرق الموريتاني عند الولاتين حيث أضافوا إليها إضافات بوضع جيب لها وخياطتها. وكان للدراعة قياس محدد وهو سبعة أمتار ونصف ما يعادل 15 ذراعا بالمقياس القديم. 

## طريقة تصميم الدراعة
تتم عملية تصميم الدراعة عن طريق مجموعة من الخياطين تعلموا فن الخياطة من خلال التجربة فجعلوا منها فنا معاشا في حياة الموريتانيين اليومية. ويمر تصميم الدراعة بمراحل مختلفة بدأ بمرحلة التفصيل المعروفة محليا ب«لفصال» وهي طريقة تقسيم القطن إلى أشكال مختلفة في التسميات ليتم دمجها في شكل واحد، بعدها يأتي دور الرسام الذي يرسم زخرفة الجيب لتقدم بعد ذلك للخياط ليحيكها بطريقة فنية تعكس أحد أسمى أوجه ثقافة الموريتانية

## مكانة الدراعة في المجتمع الموريتاني
تبرز أهمية الدراعة عند الموريتانيين أثناء الأعياد الدينية والمناسبات الاجتماعية، حيث تفرض العادات والتقاليد على العريس أثناء حفل زفافه أن يلبس دراعة من أجود الدراريع، ولهذا فإنها تحتل مكانة أساسية في المجتمع الموريتاني إذ أنها تعتبر رمزا وطنيا يفتخر به معظم السكان نظرا لخصوصيتها الاجتماعية والتاريخية، كما يصنفها البعض على أنها سفيرة موريتانيا في المجتمعات الأخرى، بالإضافة إلى أن معظم المثقفين والموظفين الرسمين يؤكدون على ضرورة ارتداء الدراعة حتى في أماكن العمل، وما يبرهن على ذلك إصرار بعض السفراء الموريتانيين على ارتداء الدراعة أثناء القيام بمهامهم في الدول الأخرى، للتمسك بالثقافة الموريتانية.
- عنصر قائمة منقطة